# Tarzan erobert Indien
Tarzan erobert Indien (Originaltitel: Tarzan Goes to India) ist ein Abenteuerfilm von John Guillermin aus dem Jahr 1962 nach Motiven der Tarzan-Erzählungen von Edgar Rice Burroughs. Der Film entstand in US-amerikanisch-britisch-schweizerischer Koproduktion.

## Handlung
Ein dem Tode naher Maharadjah hat Tarzan nach Indien gerufen. Dort soll er eine Elefantenherde retten, die durch einen Dammbau in Gefahr ist, im überfluteten Tal zu ertrinken. Tarzans Rettungsversuche werden vom Projektleiter O’Hara, der keinen Zeitverzug duldet, und Bryce, einem alten Widersacher Tarzans, sabotiert.
Prinzessin Kamara, die Tochter des Maharadjah, unterstützt Tarzan. Auch der Elefantentreiber Jai mit seinem Elefanten Gajendra und der Ingenieur Ragu Kuma stehen Tarzan bei. Nachdem Gajendra einen tobsüchtigen Elefanten getötet hat, beschützt er Jai, indem er Bryce angreift und auch diesen tötet. Tarzan und die anderen können die bedrohten Elefanten in Sicherheit bringen, indem sie sie durch einen Pass lotsen. Durch die Flucht der Elefanten wird der Damm beschädigt. Tarzan und seine Helfer sehen ihre Verantwortung für die Schäden ein und reparieren die Schäden mit der Hilfe der geretteten Elefanten.

## Hintergrund
Drehorte des Films waren Madras und Mysore in Indien sowie der Wat Phra Phutthabat, der „Große königlichen Tempel mit dem Fußabdruck des Buddha“ in Zentralthailand.
Jock Mahoney wurde von Produzent Weintraub als Ersatz für Gordon Scott engagiert, der nach Italien ging und dort Erfolge in Abenteuer- und Sandalenfilmen feierte. Schon in Scotts letztem Tarzan-Abenteuer Tarzan, der Gewaltige spielte Mahoney mit. Mahoney war ebenso in vier Folgen der 1966 bis 1969 entstandenen Fernsehserie Tarzan mit Ron Ely in der Titelrolle zu sehen. Mahoney selbst spielte den Tarzan insgesamt zweimal, in diesem Film und im Nachfolger Tarzans Todesduell (1963).
Der Film wurde im Juli 1962 in den USA uraufgeführt. In Deutschland erschien er erstmals am 25. Januar 1963 in den Kinos.

## Kritiken
„Solide und relativ aufwendig inszeniertes ‚Tarzan‘-Abenteuer mit gut fotografierten Tier- und Landschaftsaufnahmen“, so das Lexikon des internationalen Films. Cinema kritisierte die „stereotype Story“, lobte dagegen die „großartige Landschaft“. Laut Variety sei der Name des Dschungelhelden „gleich, doch der Charakter ist nachgemacht“. So werde die „weitreichende Anziehungskraft des originalen primitiven Affenmenschen […] niemals durch den wortgewandten, gezähmten und geschäftsmäßigen Abkömmling des Jet-Zeitalters dupliziert“.

## Deutsche Fassung
Die deutsche Synchronfassung entstand 1962 im MGM Synchronisations-Atelier Berlin.
| Rolle             | Darsteller   | Synchronsprecher   |
| ----------------- | ------------ | ------------------ |
| Tarzan            | Jock Mahoney | Horst Niendorf     |
| Bryce             | Leo Gordon   | Martin Hirthe      |
| O’Hara            | Mark Dana    | Arnold Marquis     |
| Ragu Kumar        | Feroz Khan   | Joachim Pukaß      |
| Prinzessin Kamara | Simi Garewal | Anneliese Priefert |
| Maharadjah        | Murad        | Eduard Wandrey     |